# 英國獨立電影獎最佳獨立英國影片
英國獨立電影獎最佳獨立英國影片（英語：BIFA Award for Best British Independent Film）是英國獨立電影獎的主要獎項之一。該獎項於1998年推出。

## 届次

### 1990年代
| 年             | 影片                   | 導演          |
| -------------- | ---------------------- | ------------- |
| 1998 （第1屆） | 《我的名字是喬》       | 肯·洛區       |
| 1998 （第1屆） | 《伊莉莎白》           | 錫哈·加培     |
| 1998 （第1屆） | 《兩根槍管》           | 蓋·瑞奇       |
| 1998 （第1屆） | 《切勿吞食》           | 蓋瑞·歐德曼   |
| 1998 （第1屆） | 《全年無休》           | 尚恩·米道斯   |
| 1999 （第2屆） | 《奇異果夢遊仙境》     | 麥可·溫特波頓 |
| 1999 （第2屆） | 《眾神與野獸》         | 比尔·康顿     |
| 1999 （第2屆） | 《無情荒地有琴天》     | 阿南德·塔克   |
| 1999 （第2屆） | 《羅密歐布拉斯的房間》 | 尚恩·米道斯   |
| 1999 （第2屆） | 《戰區》               | 提姆·羅斯     |

### 2000年代
| 年              | 影片                           | 導演                   |
| --------------- | ------------------------------ | ---------------------- |
| 2000 （第3屆）  | 《跳出我天地》                 | 斯蒂芬·达尔德里        |
| 2000 （第3屆）  | 《九月的一天》                 | 凯文·麦克唐纳          |
| 2000 （第3屆）  | 《拯救格蕾絲》                 | 尼格爾·科爾            |
| 2000 （第3屆）  | 《歡樂之家》                   | 特伦斯·戴维斯          |
| 2000 （第3屆）  | 《单亲相爱的日子》             | 帕貝爾·帕夫利柯夫斯基  |
| 2001 （第4屆）  | 《性感野獸》                   | 喬納森·格雷澤          |
| 2001 （第4屆）  | 《麵包和玫瑰》                 | 肯·洛區                |
| 2001 （第4屆）  | 《期待明天》                   | 喬爾·霍普金斯          |
| 2001 （第4屆）  | 《South West 9》               | 李察·帕里              |
| 2001 （第4屆）  | 《戰神歸來》                   | 阿西夫·卡帕迪亞        |
| 2002 （第5屆）  | 《甜蜜十六歲》                 | 肯·洛區                |
| 2002 （第5屆）  | 《我愛貝克漢》                 | 古莉·查夏              |
| 2002 （第5屆）  | 《血色星期天》                 | 保羅·葛林葛瑞斯        |
| 2002 （第5屆）  | 《默文·卡拉》                  | 琳恩·拉姆塞            |
| 2002 （第5屆）  | 《不規則的愛》                 | 湯姆·杭辛格與尼爾·亨特 |
| 2003 （第6屆）  | 《美麗壞東西》                 | 斯蒂芬·弗里尔斯        |
| 2003 （第6屆）  | 《28天毀滅倒數》               | 丹尼·鮑伊              |
| 2003 （第6屆）  | 《蠻牛戰士》                   | 葛雷·喬丹              |
| 2003 （第6屆）  | 《瑪德蓮墮落少女》             | 彼得·穆蘭              |
| 2003 （第6屆）  | 《烈火亞當》                   | 大衛·麥肯齊            |
| 2004 （第7屆）  | 《天使薇拉卓克》               | 麥克·李                |
| 2004 （第7屆）  | 《死人的鞋子》                 | 尚恩·米道斯            |
| 2004 （第7屆）  | 《夏日午後的初纏愛戀》         | 帕貝爾·帕夫利柯夫斯基  |
| 2004 （第7屆）  | 《活人甡吃》                   | 艾德格·萊特            |
| 2004 （第7屆）  | 《攀越冰峰》                   | 凯文·麦克唐纳          |
| 2005 （第8屆）  | 《疑雲殺機》                   | 费尔南多·梅里尔斯      |
| 2005 （第8屆）  | 《甜蜜劇中劇》                 | 麥可·溫特波頓          |
| 2005 （第8屆）  | 《裸體舞台》                   | 斯蒂芬·弗里尔斯        |
| 2005 （第8屆）  | 《深入絕地》                   | 尼爾·馬歇爾            |
| 2005 （第8屆）  | 《風流才子》                   | 罗伦斯·邓摩            |
| 2006 （第9屆）  | 《這就是英格蘭》               | 尚恩·米道斯            |
| 2006 （第9屆）  | 《紅色之路》                   | 安德莉·阿諾德          |
| 2006 （第9屆）  | 《最後的蘇格蘭王》             | 凯文·麦克唐纳          |
| 2006 （第9屆）  | 《黛妃與女皇》                 | 斯蒂芬·弗里尔斯        |
| 2006 （第9屆）  | 《吹動大麥的風》               | 肯·洛區                |
| 2007 （第10屆） | 《控制》                       | 安東·寇班              |
| 2007 （第10屆） | 《崎路父子情》                 | 阿南德·塔克            |
| 2007 （第10屆） | 《黑幕謎情》                   | 大衛·柯能堡            |
| 2007 （第10屆） | 《在屋頂上流浪》               | 大衛·麥肯齊            |
| 2007 （第10屆） | 《丑闻笔记》                   | 理查德·艾尔            |
| 2008 （第11屆） | 《貧民百萬富翁》               | 丹尼·鮑伊              |
| 2008 （第11屆） | 《飢餓》                       | 史蒂夫·麦奎因          |
| 2008 （第11屆） | 《殺手沒有假期》               | 馬丁·麥多納            |
| 2008 （第11屆） | 《偷天鋼索人》                 | 詹姆斯·马什            |
| 2008 （第11屆） | 《我們的冒險青春》             | 尚恩·米道斯            |
| 2009 （第12屆） | 《2009月球漫遊》               | 鄧肯·瓊斯              |
| 2009 （第12屆） | 《名媛教育》                   | 瓏·雪兒菲格            |
| 2009 （第12屆） | 《發現心節奏》                 | 安德莉·阿諾德          |
| 2009 （第12屆） | 《人人有份》                   | 阿尔曼多·伊安努奇      |
| 2009 （第12屆） | 《搖滾天空：約翰藍儂少年時代》 | 珊·泰勒·強森           |

### 2010年代
| 年              | 影片                      | 導演                       |
| --------------- | ------------------------- | -------------------------- |
| 2010 （第13屆） | 《王者之聲：宣戰時刻》    | 湯姆·霍伯                  |
| 2010 （第13屆） | 《四個傻瓜》              | 克里斯·莫利斯              |
| 2010 （第13屆） | 《特攻聯盟》              | 馬修·范恩                  |
| 2010 （第13屆） | 《異獸禁區》              | 加雷斯·爱德华              |
| 2010 （第13屆） | 《別讓我走》              | 马克·罗曼尼克              |
| 2011 （第14屆） | 《沉睡的暴龍》            | 派迪·康斯丁                |
| 2011 （第14屆） | 《車神塞納》              | 阿西夫·卡帕迪亞            |
| 2011 （第14屆） | 《羞耻》                  | 史蒂夫·麦奎因              |
| 2011 （第14屆） | 《諜影行動》              | 托马斯·阿尔弗雷德森        |
| 2011 （第14屆） | 《凱文怎麼了？》          | 琳恩·拉姆塞                |
| 2012 （第15屆） | 《拼貼幸福》              | 鲁弗斯·诺里斯              |
| 2012 （第15屆） | 《金盞花大酒店》          | 約翰·麥登                  |
| 2012 （第15屆） | 《冒充者》                | 巴特·雷頓                  |
| 2012 （第15屆） | 《觀光客出沒，注意！》    | 班·懷特利                  |
| 2012 （第15屆） | 《邪典錄音室》            | 彼得·斯崔克兰德            |
| 2013 （第16屆） | 《驚爆馬尼拉》            | 西恩·艾利斯                |
| 2013 （第16屆） | 《遲來的守護者》          | 斯蒂芬·弗里尔斯            |
| 2013 （第16屆） | 《刺蝟少年》              | 克里歐·巴納德              |
| 2013 （第16屆） | 《超危險人物》            | 大衛·麥肯齊                |
| 2013 （第16屆） | 《愛在巴黎破曉時》        | 羅傑·米契爾                |
| 2014 （第17屆） | 《驕傲大聯盟》            | 马修·沃楚斯                |
| 2014 （第17屆） | 《迷失1971》              | 扬·德芒热                  |
| 2014 （第17屆） | 《神父有難》              | 约翰·迈克尔·麦克唐纳       |
| 2014 （第17屆） | 《畫世紀：透納先生》      | 麥克·李                    |
| 2014 （第17屆） | 《模仿遊戲》              | 莫腾·泰杜姆                |
| 2015 （第18屆） | 《人造意識》              | 亚力克斯·嘉兰              |
| 2015 （第18屆） | 《艾美懷絲》              | 阿西夫·卡帕迪亞            |
| 2015 （第18屆） | 《45年》                  | 安德魯·黑格                |
| 2015 （第18屆） | 《單身動物園》            | 尤格·藍西莫                |
| 2015 （第18屆） | 《馬克白》                | 賈斯汀·克佐                |
| 2016 （第19屆） | 《2016美國甜心》          | 安德莉亞·阿諾德            |
| 2016 （第19屆） | 《Couple in a Hole》      | 湯姆·吉恩斯                |
| 2016 （第19屆） | 《我是布萊克》            | 肯·洛區                    |
| 2016 （第19屆） | 《Notes on Blindness》    | 詹姆斯·斯平與彼得·米德爾頓 |
| 2016 （第19屆） | 《陰影之下》              | 巴巴克·安瓦里              |
| 2017 （第20屆） | 《春光之境》              | 法兰西斯·李                |
| 2017 （第20屆） | 《弊傢伙！史太林死咗》    | 阿曼多·伊安努奇            |
| 2017 （第20屆） | 《我不是女巫》            | 伦加诺·尼奥尼              |
| 2017 （第20屆） | 《惡女馬克白》            | 威廉·奥尔德罗伊德          |
| 2017 （第20屆） | 《三块广告牌》            | 馬丁·麥多納                |
| 2018 （第21屆） | 《真寵》                  | 尤格·藍西莫                |
| 2018 （第21屆） | 《美國動物》              | 巴特·雷顿                  |
| 2018 （第21屆） | 《野兽》                  | 迈克尔·皮尔斯              |
| 2018 （第21屆） | 《违命》                  | 賽巴斯蒂安·雷里奧          |
| 2018 （第21屆） | 《你从未在此》            | 琳恩·拉姆塞                |
| 2019 （第22屆） | 《为了萨玛》              | 娃艾·阿卡提布和爱德华·沃茨 |
| 2019 （第22屆） | 《诱饵》                  | 马克·詹金                  |
| 2019 （第22屆） | 《大卫·科波菲尔的个人史》 | 阿尔曼多·伊安努奇          |
| 2019 （第22屆） | 《我們的相愛時光》        | 乔安娜·霍格                |
| 2019 （第22屆） | 《鏗鏘玫瑰》              | 汤姆·哈伯                  |

### 2020年代
| 年              | 影片                      | 導演                                                                                     |
| --------------- | ------------------------- | ---------------------------------------------------------------------------------------- |
| 2020 （第23屆） | 《洛克斯》                | 莎拉·加芙隆                                                                              |
| 2020 （第23屆） | 《倚马而息》              | 尼克·罗兰                                                                                |
| 2020 （第23屆） | 《困在时间里的父亲》      | 弗洛里安泽勒                                                                             |
| 2020 （第23屆） | 《异国阴宅》              | 雷米·威克斯                                                                              |
| 2020 （第23屆） | 《圣人莫德》              | 圣人莫德                                                                                 |
| 2021 （第24屆） | 《爱的后事》              | 阿利姆·汗                                                                                |
| 2021 （第24屆） | 《阿里与艾娃》            | 里欧·巴纳德                                                                              |
| 2021 （第24屆） | 《餐廳失控點》            | 菲利普·巴兰蒂尼                                                                          |
| 2021 （第24屆） | 《秘密窝点》              | 肖恩·德金                                                                                |
| 2021 （第24屆） | 《纪念品：第二部分》      | 乔安娜·霍格                                                                              |
| 2022 （第25屆） | 《晒后假日》              | 夏洛特·威爾斯                                                                            |
| 2022 （第25屆） | 《蓝色珍妮》              | 乔治娅·奥克利                                                                            |
| 2022 （第25屆） | 《祝你好运，里奥·格兰德》 | 苏菲·海德                                                                                |
| 2022 （第25屆） | 《倫敦生之慾》            | 奥利弗·赫曼纽斯                                                                          |
| 2022 （第25屆） | 《禁食疑案》              | 賽巴斯蒂安·雷里奧                                                                        |
| 2023 （第26屆） | 《都是陌生人》            | 安德魯·海格                                                                              |
| 2023 （第26屆） | 《女气》                  | Sam H. Freeman、Ng Choon Ping                                                            |
| 2023 （第26屆） | 《如何做爱》              | 莫莉·曼宁·沃克                                                                           |
| 2023 （第26屆） | 《黑麦巷》                | 瑞恩·艾伦-米勒                                                                           |
| 2023 （第26屆） | 《偶得回响》              | 夏洛特·里根                                                                              |
| 2024 （第27屆） | 《膝盖骨乐队》            | 里奇·佩皮亚特t、Trevor Birney、Jack Tarling                                              |
| 2024 （第27屆） | 《血爱成河》              | 萝丝·格拉斯、维罗妮卡·托菲尔斯卡、Andrea Cornwell、Oliver Kassman                        |
| 2024 （第27屆） | 《成为一只珍珠鸡》        | 伦加诺·尼奥尼、Tim Cole、艾德·吉尼、安德鲁·洛                                            |
| 2024 （第27屆） | 《逃脱》                  | 诺拉·芬沙伊德、艾米·利普特罗特、Sarah Brocklehurst、Dominic Norris、傑克·洛登、瑟夏·羅南 |
| 2024 （第27屆） | 《桑托什》                | 桑德亚·萨里、Mike Goodridge、James Bowsher、Balthazar de Ganay、Alan McAlex              |

## 外部連結
- 官方網站 （页面存档备份，存于）
- IMDb Page （页面存档备份，存于）
- Sponsors site[永久]